# Удокан (геологический парк)
Удокан — геологический парк всемирного статуса (по научной классификации объектов геологического наследия). Занимает склоны хр. Удокан от долины р. Нижний Ингамакит на западе до долины р. Калакан на востоке (80 км) и от долины р. Сакукан на севере до долин pек Чина и Калар на юге (35 км). Включает 11 стратиграфических и 15 палеонтологических памятников удоканского комплекса протерозоя; 8 стратиграфических и 17 палеонтологических памятников верхнекаларской серии венда, кембрия и ордовика, 2 стратиграфических и 2 палеонтологических памятника континентальных отложений юры.
Стратотипы и паратипы свит удоканского комплекса выделяются как стратиграфические памятники: борюряхская свита (ручей Ведьмин на левом берегу р. Читканда, левого притока р. Калар), веселинская свита (верховье ручья Веселинский на левом берегу р. Читканда), икабийская, аянская, инырская, читкандинская, александровская и бутунская свиты чинейской серии (правобережье р. Бол, Икабья, каньон р. Сакукан, pек Иныр, Талакан), талаканская, сакуканская и намингинская свиты кеменской серии (р. Талакан, левый приток р. Калар; р. Наминга). Отложения стратиграфических памятников удоканского комплекса охарактеризованы остатками загадочных и проблематических групп бесскелетной фауны докембрия, объединяемых в «удоканскую биоту», органогенная природа которой оспаривается до сих пор. «Удоканская биота» состоит из 2 комплексов, границей раздела вмещающих отложений которых являются пуддинги, или тиллиты (ископаемые морены ледников) сакуканской свиты. Дотиллитовый комплекс установлен из отложений александровской (ручей Маршрутный), бутунской (р. Бутун, г. Бутун, р. Лев. Талакан и др.) и талаканской (pек Лев. и Прав. Талакан, руч. Клюквенный, р. Юж. Бутун и др.) свит, а посттиллитовый — из намингинской свиты (р. Наминга).
В разрезе памятника Маршрутный по одноимённому ручью (александровская свита) протяжённостью ок. 100 м — переслаивание песчаников и алевролитов со знаками ряби, трещинами усыхания и многочисленными гиероглифами, среди которых определены самые древние следы жизнедеятельности (Origolithos, Didymaulichnus, Planolites, Elliptichnus, Sagittichnus) и слепки медузоидов Cyclomedusa дотиллитового комплекса. На отложениях александровской свиты залегают охарактеризованные более богатым и разнообразным комплексом остатков алевролиты с прослоями песчаников и известняков бутунской свиты (памятники Маршрутный, Гора Бутун, Ветвистый, Южный Бутун, Левый Бутун, Водопадный, Левый Талакан, Елин-ключ, Иныр, Горки и др. протяжённостью от 100 м до 1—5 км). В алевролитах обычны следы жизнедеятельности Gordia, Planolites, Bilinichnus, Dimorphychnus, Laevicyclus, Eophyton и др. Кроме того, обнаружен один слепок тела древнейшего из артикулят Krenfepetia (Левый Бутун). В известняках доминируют постройки цианобактерий: столбчатые Conophyton, Kussiella, Stratoconophyton и др. (памятники Гора Бутун, Елин-ключ, Иныр и др.). Совместно с этими постройками изредка встречаются массовые захоронения Udokania, трубчатых образований, близких к мягким кораллам. В мергелях — напластования в виде «мостовых» Butunella или Nemiana (памятник Ветвистый), предположительно относимых к кишечнополостным.
В алевролитах талаканской свиты (памятники Левый и Правый Талакан, Южный Бутун, Гора Бутун, Клюквенный) преобладают следы жизнедеятельности Gordia, Planolites, Bilinichnus, Elliptichnus, Phycodes, Sagittichnus и др. Особенность талаканской биоты — крупные листовидные, ветвистые и перовидные (до 30 см длиной) образования, напоминающие известных чарний и птеридиниумов из знаменитой вендской эдиакарской биоты Австралии: Ramulithos, Pennolithos, Pteridinium и др. (памятники Ветвистый, Левый Талакан). Спецификой талаканской биоты стали остатки Talakaniella (памятник Правый Талакан), напоминающие эдиакарских дикинсоний из венда Австралии. Памятник Наминга расположен на левом борту одноимённой пади. В песчаниковом разрезе (протяжённость ок. 50 м) сакуканской свиты отмечены малочисленные маломощные слойки алевролитов с редкими следами жизнедеятельности Chondrithes.
В разрезе намингинской свиты (памятники Правая и Левая Наминга, Заозёрный) преобладают песчаники с маломощными прослоями песчанистых алевролитов, особенностью которых является повсеместное присутствие знаков ряби и разновозрастных, наложенных друг на друга серий трещин усыхания, выполненных песчаным материалом. Много оплывин, струй-чатости, среди которых обычны следы жизнедеятельности Cochlichnus, Tasmanadia, Suzmites, Eophyton и др. В чёрных песчаниках без следов жизнедеятельности встречаются слепки медуз Nimbia, близких к таковым из венда Белого моря. Возраст удоканских образований дискутируется от раннепротерозойского (данные изотопных методов) до позднепротерозойского (рифейского) (данные палеонтологического метода).
Геологический парк располагает местонахождениями первой бесскелетной фауны и первых построек цианобактерий, не имеющих аналогов в мире. Только в Забайкалье установлены дотиллитовый и посттиллитовый комплексы бесскелетной фауны протерозоя, тогда как во всем мире известны только посттиллитовые эдиакарские позднепротерозойские остатки.
Памятники верхнекаларской серии Верхнекаларской впадины различаются по возрасту (венд, венд-кембрий, кембрий, ордовик). Памятники венда: Бараксан, Кемен, Кильчерис, Нэптернакит, Сакукан, Дорос, Талакан, Бородинка, Калар, Калакан в бараксанской свите, кеменской и кильчерисской толщах. Протяжённость разрезов с органическими остатками составляет от 100 м до 1—3 км. Отложения бараксанской свиты на правом берегу р. Читканда (памятник Бараксан) залегают с несогласием на талаканских образованиях удоканского комплекса и охарактеризованы пластово-столбчатыми постройками цианобактерий Collumnaefacta, Linella, Stratifera и Gongylina. В чёрных битуминозных известняках по напластованиям обнаружены хаотично рассеянные овальные стяжения с выступающим валиком и центральным бугорком — Ediacaria, являющиеся характерными остатками вендской эдиакарской биоты Австралии и Белого моря в России. В алевролитах обычны валики Planolites. Особенность памятников кеменской и кильчерисской толщ (Кемен, Кильчерис, Сакукан, Нэптернакит и др.) — широкое развитие красноцветных отложений, охарактеризованных прикреплёнными постройками цианобактерий Linella, Stratifera, Gongylina и др. и подвижными постройками в виде отдельных овальных образований Osagia. Совместно встречены многочисленные следы жизнедеятельности: Trichophycus, Cranularia, Phycodes, Neonereites, Bilinichnus и др. В известковистых алевролитах часты напластования слепков Ediacaria: на площадке 2×2 м насчитывается ок. 16 экземпляров.
Памятник венда — кембрия — разрез силимкунской свиты протяжённостью ок. 1 км на правом берегу р. Читканда (доломитизированные известняки, известняки и известковистые алевролиты) с постройками цианобактерий Collumnaefacta и Osagia.
Памятники кембрия (Талакан, Бородинка, Читканда, Чепа, Аглан, Калакан) являются стратиграфическими и представляют собой стратотипы усть-чепинской, агланской и калаканской свит. В чёрных известняках усть-чепинской свиты по р. Чепа найдены остатки трилобитов Elganellus и Bulaiaspis, а в агланской — Bulaiaspis и Namanoia. Установлен один горизонт с остатками археоциат Rotundocyathus в приустьевой части в правобережье р. Чепа. Повсеместно в известняках, лишённых остатков трилобитов, отмечаются пластовые постройки цианобактерий Stratifera и Gongylina, более редки столбчатые и пластово-столбчатые Parmites, Ilicta, Collumnaefacta, Glebullela и др., желвачки Colleniela, Paniscolenia и др. Крайне редки следы жизнедеятельности Planolites, неправильно-овальные, с бугорком в центре энигматы Tresiformis и раковинки брахиопод Kutorgina.
Памятники ордовика (Чепа, Ворота Чепы, Наледный, Ледовый, Аглан, Калакан) делятся на стратиграфические — свиты ордовикских отложений (воротнинская, наледнинская и усть-наледнинская) и палеонтологические — местонахождения уникальной, не имеющей аналогов в мире, ордовикской биоты. В отложениях воротнинской свиты (памятники Ворота Чепы, Аглан) ещё встречаются постройки цианобактерий Collumnaefacta, Stratifera, Collenia, часто засыпанных биокластом (обломками) микроскопических раковинок простейших, хиолитов, трилобитов. В алевролитах остальных памятников обычны остатки панцирей трилобитов Loparella, Ijacephalus и др., раковин моллюсков моноплакофор Lenaella и др., табличек морских пузырей Echinoencrinites, разнообразных брахиопод: Apheortis, Obolus, Finkelburgia и др., остатки первых кораллов Cryptolichenaria, зубчиков конодонт Cordylodus, Acantiodus, Scolopodus и др. Уникальная особенность памятников воротнинской и наледнинской свит — многообразие следов жизнедеятельности всех 5 типов, известных на планете. Преобладают следы ползания, представленные более чем 20 родами: Gordia, Planolites, Bilinichnus, Crusiana и др. При этом состав следов, установленный в зеленоцветах и красноцветах, различен.
Отложения наледнинской свиты охарактеризованы многочисленными брахиоподами Angarella, головоногими моллюсками Clarcoceras, Padunoceras и др., часты раковины двустворок Tolmachovia, Miagkovia, проблематические остатки Moyrlonia, первые мшанки Arthoclema, многочисленные зубчики конодонт: Ptiloconus, Coleodus и др. (памятники Наледный, Ледовый, Аглан). Достопримечательностью ордовикских отложений памятника Наледный служит находка известковистой морской звезды Protopalaeaster (первые морские звезды на планете появились 480 млн л. н.). Среди следов жизнедеятельности доминируют следы ползания Planolites, Crusiana и др., более редки следы поиска пищи Harlaniella, Chondrites и др., следы питания Helmintopsis, Cosmorhaphe, следы отдыха Rusophycus, Rhizocorallium и жилые ямки Bergaueria, Scolithos и др. Отмечается появление множества новых таксонов среди следов жизнедеятельности.
Палеонтологическая характеристика усть-наледнинской свиты скудна: редкие брахиоподы Rostricellula, конодонты Stereoconus, Scandotus и остракоды. Крайне редки следы ползания Planolites. Органические остатки позволили датировать свиты ранним, средним и поздним ордовиком. Протяжённость разрезов от 500 м до 1—5 км. Памятники континентальной угленосной юры (Амудисы, Угольный, Талакан, Бо-родинка, Сайбалах, Читканда, Чепа) локализованы в северной части Верхнекаларской впадины в субширотном направлении от озёр Амудиса и до ручья Наледный на правобережье р. Чепа. Памятники континентальной верх, юры (чепинская и рыбачья свиты) представлены конгломератами, песчаниками, алевролитами с захоронениями листьев чекановскиевых Czekanowskia, Phoenicopsis, папоротников Coniopteris, Cladophlebis, беннеттитовых Hailungia, гинкговых Ginkgoites, Baiera, хвойных Pityophyllum и др. Часты вертикальные захоронения стеблей хвощей Equisetum (хвощовая почва). Для памятника по р. Талакан характерны остатки тонкостенных коричневых двустворок Sibireconcha, Tutuella, реже встречаются Solenaia, указывающие на средне- или позднеюрский возраст отложений. Уникальность памятникам придают находки 1-х на планете кораллов, трилобитов, морских звёзд, мшанок, конодонт, многообразие следов жизнедеятельности прекрасной сохранности.